# تپه دیرک
تپه دیرک مربوط به سدهٔ ۸–۶ ه.ق است و در شهرستان ارومیه، بخش سیلوانه، دهستان ترگور، ۸۰۰ متری شمال شرق روستای حکی واقع شده و این اثر در تاریخ ۲۵ آبان ۱۳۸۷ با شمارهٔ ثبت ۲۳۶۰۷ به‌عنوان یکی از آثار ملی ایران به ثبت رسیده است.